# アシュラム運動
アシュラム運動（アシュラムうんどう）は、E・スタンレー・ジョーンズが始めたクリスチャンの運動である。
1907年にインドのナックナウで活動したアメリカ・メソジスト教会の宣教師のスタンレー・ジョーンズが、心身ともに病んで、アメリカに帰国しているときに霊的体験を受ける。
ジョーンズは自分の体験とインドのヒンドゥー教との触れ合いから、ヒンドゥー教のアシュラムにヒントを得て、クリスチャン・アシュラム運動を始めた。
内容はファミリーと呼ばれるグループが毎朝5時半に起床して、個人の静聴の時、仕事や諸活動、話し合い、週に一日完全な沈黙の時を持つというものである。
この運動はインド人によって受け入れられ、1940年まで24のアシュラム運動の拠点がインドに展開された。
日本では榎本保郎らが中心になり推進された。